# Freylinia visseri
Freylinia visseri là một loài thực vật có hoa trong họ Huyền sâm. Loài này được van Jaarsv. mô tả khoa học đầu tiên năm 1983.